# Urduliz
Urduliz en basque ou Urdúliz en espagnol est une commune de Biscaye dans la communauté autonome du Pays basque en Espagne.
Le nom officiel de la commune est Urduliz.

## Géographie

### Quartiers
Les quartiers d'Urduliz sont Elortza, Dobaran, Landa, Mendiondo et Zalbidea.

### Sources
- (es) Cet article est partiellement ou en totalité issu de l’article de Wikipédia en espagnol intitulé « Urdúliz » (voir la liste des auteurs).